# غلاديس بالدوين
غلاديس بالدوين (بالإسبانية: Gladys Baldwin)‏ هي لاعبة رماية بيروفية، ولدت في 18 سبتمبر 1937 في كاياو في بيرو، وتوفيت في 5 يوليو 1982.

## وصلات خارجية
- غلاديس بالدوين على موقع اللجنة الأولمبية الدولية (الإنجليزية)
- غلاديس بالدوين على موقع أوليمبيديا (الإنجليزية)